# Eremencyrtus unifasciatus
Eremencyrtus unifasciatus är en stekelart som beskrevs av Trjapitzin 1972. Eremencyrtus unifasciatus ingår i släktet Eremencyrtus och familjen sköldlussteklar.
Artens utbredningsområde är:
- Kazakstan.
- Mongoliet.
- Turkmenistan.
- Uzbekistan.

Inga underarter finns listade i Catalogue of Life.